# 约翰·斯坦利·加德纳
约翰·斯坦利·加德纳（英語：John Stanley Gardiner，1872年—1946年）是一位英国动物学家，曾获達爾文獎章、亞歷山大·阿加西茲勳章、林奈奖章，1908年当选皇家学会院士。